# 南峪站
南峪站位于河北省石家庄市井陉县南峪镇，是石太铁路上的一个铁路车站，始建于1905年，距离太原站165公里，距离石家庄站66公里，隶属于北京铁路局，现为四等站。